# 房地產抵押
房地產抵押，又稱樓宇按揭。是抵押的一種，債務人交出房地產產權作借款保証，而銀主信任物業價值，若還錢供款出問題，出現銀主盤，銀主會沒收物權及轉賣折現，補償損失。

## 相關
- 最優惠利率
- 利息
- 本金
- 第二按揭
- 物業估價
- 逆按揭